# 条叶崖爬藤
条叶崖爬藤（学名：Tetrastigma lineare）为葡萄科崖爬藤属的植物。分布在中国大陆的云南等地，生长于海拔450米至1,150米的地区，常生于山坡和河谷潮湿林中，目前尚未由人工引种栽培。